# Southend (Saskatchewan)
Southend je malá vesnice v severovýchodním Saskatchewanu v Kanadě. Stojí na jižním konci jezera Reindeer Lake, devátého největšího jezeře v Kanadě. Má asi 700 obyvatel (k říjnu 2008). V této vsi končí silnice Highway 102.
V únoru 1980 byly ze Southendu vypáleny dvě sondážní rakety Black Brant 5B.

## Kontroverzní případ
Southend je v poslední době známý tím, že v roce 2010 byl veden proti Královské kanadské jízdní policii soudní proces místního usedlíka (Christophera Okemau), který byl střelen do ruky a hrudi důstojníkem Královské kanadské jízdní policie. 